# KTM 350 EXC-F 11LMB
De KTM 350 EXC-F 11LMB is een motorfiets die is geproduceerd door KTM uit Oostenrijk. Het is een militaire versie van de KTM 350 EXC-F, die voorzien is van een speciale uitrusting en technische aanpassingen.

## Aanschaf
Halverwege 2019 deed de Defensie Materieel Organisatie (DMO) van het Ministerie van Defensie een Europese aanbesteding voor 89 motorfietsen ter vervanging van de KTM 400 LS-E Military. Hierin waren onder andere de volgende criteria opgenomen:
- levensduur van 10 jaar, met zo'n 5000 kilometer per jaar, waarvan zo'n 80% op onverhard terrein en 20% op verhard wegdek.
- volledig voldoen aan de Wegenverkeerswet, dus inclusief richtingaanwijzers en dergelijke.
- rijbereik van minimaal 200 km bij een constante snelheid van 90 km/u op een verhard wegdek zonder te hoeven bijtanken
- maximumsnelheid hoger dan 130 km/u
- gewicht maximaal 150 kilo
- moet getransporteerd kunnen worden in de Chinook-helikopter
- kentekenplaat moet afgeschermd kunnen worden
- 78 te leveren op noppenbanden en 11 stuks op allroad banden

In 2020 werd de opdracht gegund aan de enige inschrijver, de KTM dealer André Motors in Ermelo.
Uiteindelijk zijn er 99 motorfietsen geleverd.
Het frame is gemaakt van chroom gelegeerd staal met een aluminium subframe en kunststof onderdelen. De motorfiets is voorzien van een carterbeschermplaat. De tankinhoud van 15 L is meer dan civiele varianten. De machine is inzetbaar bij temperaturen tussen -11°C - +49°C. Ze worden geleverd met accessoires zoals een afdekhoes voor de kentekenplaat.

## Gebruik
Net zoals zijn voorganger de KTM 400 LS-E Military wordt de nieuwe motorfiets uitsluitend gebruikt door 11 Luchtmobiele Brigade van de Koninklijke Landmacht, waar ze ingedeeld zijn bij de 3 infanteriebataljons en bij de zelfstandige eenheden zoals 11 Bevocie, 11 Gncie en 11 Hrstcie. Daarnaast beschikt het Opleidings- en Trainingscentrum Rijden (OTCRij) over 12 motoren ten behoeve van rijopleidingen het Opleidings- en Trainingscentrum Logistiek (OTCLog) over 2exemplaren voor de opleiding van monteurs.
De KTM 350 EXC-F 11LMB wordt vooral ingezet voor ‘logistieke’ zaken, zoals koeriersdiensten of ordonnansdiensten, als mobiel verbindingsmiddel, als transportmiddel voor monteurs en gidsen, voor activiteiten rondom landingszones en voor verkenningen.